# گلن دانتزیگ
گلن دانتزیگ (انگلیسی: Glenn Danzig؛ زادهٔ ۲۳ ژوئن ۱۹۵۵) یک موسیقی‌دان اهل ایالات متحده آمریکا است. وی از سال ۱۹۷۷ میلادی تاکنون مشغول فعالیت بوده‌است.